# Povijest tenka
Tenk je oklopno vojno vozilo na gusjenicama koje služi za potporu pješaštvu ili djeluje samostalno. Ima glavni top velikog kalibra koji se nalazi na pokretnoj kupoli i dodatne strojnice. Svojim oklopom štiti posadu, a ima mogućnost kretanja po teškim terenima. Glavno je strateško i taktičko oružje u kopnenoj vojsci.

## Ideje i izumi prije razvoja tenka
Kroz dugu povijest ratovanja konstantno se dinamički poboljšavalo oružje, oklop i pokretljivost. Borbena vozila nisu izuzeta iz toga, stoga su vozila igrala ključnu ulogu u ratovima još od prapovijesnog doba, gdje su primitivni ljudi koristili sanjke kako bi pomicali teške predmete. U starom Bliskom Istoku vojske zaraćenih zemalja upotrebljavali su konjske zaprege za transport oružja do bojišta. Takva improvizirana kolica su s vremenom postala bojna kola, elitna udarna snaga drevnih vojski. Bojna kola su ustvari mala kolica, obično na dva kotača koje vuku konji, koji nose oklop. To je prvi primjer upotrebe vozila u borbi. Drevni Egipćani su koristili takva bojna kola, dok su Indijci koristili borbene slonove protiv moćne vojske Aleksandra Makedonskog.
Primjeri vozila s velikom razornom moći su opsadne sprave. Često su bile oklopljene i dobro zaštićene. Grci su imali goleme opsadne kule, Asirci su izumili pokretnu zapreku za strijelce i stari Kinezi su imali napravu za zaštitu vojnika na bojištu. Rimsko Carstvo je imalo pokretnu konstrukciju na kotačima koja je na vrhu imala katapult. Daljnjim otkrićima metala i njihove prerade dobile su se čvršći oklopi. U ranom srednjem vijeku vitezovi su dominirali bojištima Europe. Zbog napretka metalurgije, mogli su se izraditi čvršći i lakši željezni oklopi kojime su se pokrivali konji i konjanika. Srednjovjekovni vitezovi, bili oni na konju ili pješice, su bili "tenkovi srednjovjekovnog doba", sposobni i opremljeni za borbu protiv svih vrsta neprijatelja.
Eru vitezova je prekinulo doba vatrenog oružja. Vatreno oružje je izumljeno najvjerojatnije u Kini u 12. stoljeću, a do Europe je stiglo u 14. stoljeću. Englezi su ga prvi puta koristili 1346. godine tijekom Stoljetnog rata. Ono je napravilo revoluciju u borbi jer je i najlošiji vojnik mogao ubiti konja ili njegovog jahaća bez da je s njim ušao u bliski kontakt. Takva vrsta oružja nije brzo zamijenila hladna oružja zbog svoje cijene, nepouzdanosti i male brzine pucanja. Prva kombinacija uparivanja neke vrste vozila i vatrenog oružja vuče svoje korijene još iz 15. stoljeća tijekom Husitskih ratova kada je Čeh Jan Žižka, sljeditelj protestantskog revolucionara Jana Husa na obična kola s četiri kotača postavio naoružanje. Žižkova "borbena kola" su bila predakom današnjih tenkova i upotrjebljena su u ratu s velikom učinkovitošću. Postojale su dvije vrste ovakvih kola, jedna su bila za obrambena, s oklopom i mogućnošću da se u njih smjesti do 18 ljudi, dok je na druga bio montiran laki top znan kao "zmije". Ova borbena kola su se mogla spojiti zajedno za krajeve u formu vlaka, a rupe između njih su bile popunjene teškim pločama čime su tvorili neku vrstu pokretne utvrde koja je mogla biti branjena sa svih strana. Stotine ovakvih borbenih kola je izrađeno, a bili su sposobni prijeći do 40 km dnevno. Sudjelovali su u pet pobjeda Husita u periodu od 14 godina.
Mnogo izuma je našlo uporabu u ratovanju, a jedni od njih su vjetrenjače. Ovaj izum je doveo do sheme za vjetrom pogonjen kopneni brod. Talijanski fizičar Guido da Vigevano je dizajnirao ovakvo vozilo 1335., a isto je napravio i Robert Valturio 1472. godine. Leonardo da Vinci, pronicljiv izumitelj i umjetnik je u 15. stoljeću konstruirao borbeno oklopno vozilo na kotačima koje je pokretalo osmero ljudi preko osovine i bilo je naoružano topom. Takav sustav pokretanja je korišten u prvoj podmornici, američkoj "Kornjači" 1775. tijekom američkog rata za neovisnost, a kasnije i tijekom američkog građanskog rata.
Prvi praktični željeznički parni pogon kojeg je izumio Englez George Stephenson 1825. je omogućio kompaktniji i snažniji pogon za vozila i doveo je do niza prijedloga za konstruiranje oklopnog, parom pokretanog kopnenog vozila koje bi se moglo probiti kroz neprijateljske redove. Međutim, prvi parni strojevi su bili veliki, nepouzdani i preslabi. Unatoč tome, mnogi entuzijasti su vidjeli mogućnosti takvog oklopnog vozila koje bi moglo prelaziti velike udaljenosti i prevoziti ljudstvo ili biti naoružano. Jedni od onih koji su predložili takva vozila su bili Kaiser Wilhelm II. i futuristički pisac H. G. Wells.

### Počeci oklopnih vozila
Pravi preokret u vidu praktične primjene pogonskog stroja je bio motor s unutarnjim izgaranjem. Ovaj mali, pouzdani i učinkoviti pogon je započeo revoluciju. Prvi benzinski motor prihvatljivih proporcija je izumio nijemac Gottlieb Daimler 1882. godine čime je uvelike zaslužan za izum automobila i ostalih motornih vozila. Do 1914. inženjeri su uspjeli dizajnirati motor snage 100 KS koji je bio dovoljan za pokretanje težih vozila.
Još jedan nijemac, Rudolf Diesel je 1895. izumio dizelski motor. Dizelski motori su uvelike ugrađivani u podmornice, koje su trebale motore s unutarnjim izgaranjem koji neće proizvoditi opasne eksplozivne plinove. Ovi izumi su doveli do eksperimentiranja s motoriziranim transportom. Godine 1914. većina vojski se i dalje koristila konjima kao glavnim prijevoznim sredstvom, dok se pješaštvo i dalje kretalo pješice.
Prvi svjetski rat, koji je počeo u ožujku 1914., omogućio je prva testiranja vojnih kamiona na bojištu i demonstrirao važnost motoriziranog transporta u modernom ratovanju. Iste godine general Joseph S. Gallieni zapovjedio je pariškim taksistima da prevezu francuske jedinice do fronta tijekom rujna u bitki kod Marne. Tijekom rata, Francuska je postala najaktivniji proizvođač kamiona tako da su do kraja rata imali gotovo 70.000 kamiona u aktivnoj vojnoj službi. Uz motore koji su služili za komunikaciju i kamione za prijevoz ljudstva, postalo je jasno da će se uskoro pojaviti neka vrsta borbenog vozila koje će pogoniti motor s unutarnjim izgaranjem. Primjer takvog vozila se pojavio 1902. kada je englez F. R. Simmons demonstrirao svoj oklopni auto naoružan dvjema strojnicama i jednim 1-pounder topom. Četiri godine kasnije, 1906. pojavila su se još tri koncepta naoružanih oklopnih vozila u Njemačkoj i Francuskoj, ali su i ostale Europske zemlje prepoznale mogućnosti takvog vozila. Ustvari su sve bogatije zemlje svijeta počele eksperimentirati s oklopnim vozilima na kotačima.
Oklopne aute su prvi u ratu upotrijebili Talijani. Njihov „Bianchi“ je sudjelovao u Talijansko-turskom ratu od 1911. – 1912. i u Balkanskim ratovima od 1912. – 1913. Belgija je prva koja je rabila oklopne aute u Prvom svjetskom ratu u ulozi potpore pješaštvu i izvidnici. Nove tehnologije su promijenile bojište, osobito poboljšanja pušaka, razvoj strojnica i novo, brže i jače topništvo. Bolji dizajn okidača i aerodinamičnost metka su povećali izlaznu brzinu iz cijevi i omogućili veći domet i veću preciznost. Jedna strojnica s brzinom paljbe od 450-600 metaka u minuti je bila jednaka paljbi 40-80 pušaka istovremeno.